# Józef Fiema
Józef Fiema (ur. 9 stycznia 1910 w Niepołomicach, zm. 5 grudnia 1979) – polski prawnik, specjalista prawa cywilnego, profesor Uniwersytetu Wrocławskiego i Wyższej Szkoły Ekonomicznej we Wrocławiu.

## Życiorys
Uczęszczał do Gimnazjum Nowodworskiego w Krakowie, w którym uzyskał w 1928 r. maturę. Następnie do 1932 studiował w Lublinie, a w następnym roku uzyskał stopień magistra prawa na Uniwersytecie Jana Kazimierza we Lwowie i na tej uczelni podjął 1 września 1934 r. pracę jako młodszy asystent wolontariusz w Katedrze Prawa Cywilnego. Dwa lata później awansował na stanowisko zastępcy asystenta, a po kolejnych dwóch latach został starszym asystentem. W tym czasie publikował artykuły, m.in. jako sekretarz redakcji „Przeglądu Prawa i Administracji”, oraz obronił pod kierunkiem prof. Stanisława Kulczyńskiego pracę doktorską (1937 r.). Oprócz pracy akademickiej odbył aplikację sądową, po czym w grudniu 1936 r. podjął pracę w Zarządzie Miejskim Lwowa i kontynuował ją do lutego 1939 r..
W kampanii wrześniowej walczył jako dowódca plutonu w 14 Pułku Ułanów i w czasie walk został ranny. Po leczeniu zabrano go ze szpitala wojskowego w Warszawie i osadzono w lutym 1940 r. w oflagu. Przez okres wojny zmieniały się miejsca jego osadzenia, ostatecznie na wolność wyszedł w maju 1945 r. W oflagu brał udział w nauczaniu na tajnych kursach uniwersyteckich. Po powrocie do kraju rozpoczął w grudniu 1945 r. pracę na Wydziale Prawa i Administracji Uniwersytetu Wrocławskiego i szybko awansował, od starszego asystenta, przez adiunkta (1946 r.), zastępcę profesora (1948 r.) po profesora nadzwyczajnego (1956 r.). W pierwszych latach organizował z rozproszonych zbiorów bibliotekę dla obu katedr prawa cywilnego UWr. Pełnił liczne funkcje na uczelni, w tym prodziekana (1950–1951) i dziekana Wydziału Prawa i Administracji (1958–1959), członka senatu UWr i prorektora (1952–1954).
W 1959 r. został pracownikiem Wyższej Szkoły Ekonomicznej we Wrocławiu na stanowisku kierownika Katedry Prawa Wydziału Ekonomiki Przedsiębiorstwa. W tym samym roku został wybrany rektorem uczelni, a w 1962 r. wybrano go na drugą kadencję, której jednak nie dokończył, gdyż w 1966 r. złożył rezygnację z powodu złego stanu zdrowia. Na WSzE pracował do 1968 r., po czym ograniczył swą aktywność zawodową do pracy na UWr, na którym kierował Katedrą Prawa Cywilnego. W 1969 r. został dyrektorem nowo utworzonego Instytutu Prawa Cywilnego i kierował nim do śmierci.
W czerwcu 1946 r. wstąpił do PPS, a po jej połączeniu z PPR został członkiem PZPR. Jako działacz partyjny obejmował liczne stanowiska w strukturze partii, w latach 1957–1963 był członkiem egzekutywy KW PZPR, a w latach 1964–1968 zastępcą członka KC PZPR.

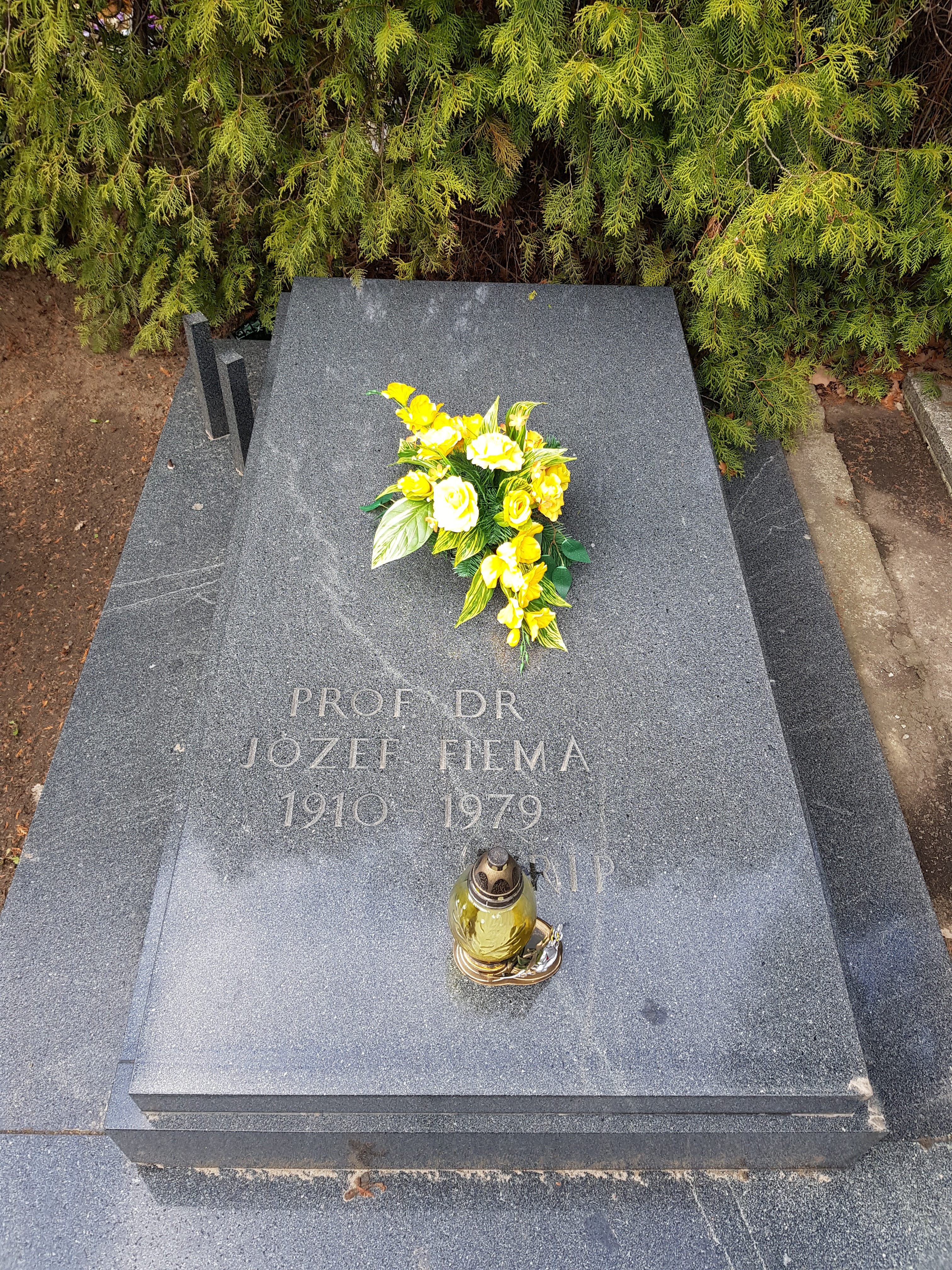
Grób Józefa Fiemy na Cmentarzu Osobowickim we Wrocławiu

Zmarł 5 grudnia 1979 r. i został pochowany na cmentarzu osobowickim we Wrocławiu.